# Coulommiers
Coulommiers är en kommun i departementet Seine-et-Marne i regionen Île-de-France i norra Frankrike. Kommunen ligger i kantonen Coulommiers som tillhör arrondissementet Meaux. År 2022 hade Coulommiers 15 696 invånare.

## Befolkningsutveckling
Antalet invånare i kommunen Coulommiers
| Referens: INSEE |